# آغ‌زیارت
آغ‌زیارت یکی از روستاهای استان آذربایجان شرقی است که در دهستان قوری‌چای شرقی بخش مرکزی شهرستان چاراویماق واقع شده‌است. این روستا مرکز دهستان قوری چای شرقی می باشد.این روستا ۳۸۳ نفر جمعیت دارد.